# Der alte Affe Angst
Der alte Affe Angst ist ein deutsches Beziehungsdrama von Regisseur Oskar Roehler aus dem Jahr 2003. Der Film feierte am 14. Februar 2003 auf der Berlinale Premiere und lief am 24. April desselben Jahres in den deutschen Kinos an.

## Handlung
Die Beziehung zwischen dem Theaterregisseur Robert und seiner Freundin, der Kinderärztin Marie, steckt in einer tiefen Krise. Nach dem Krebstod seines Vaters, zu dem er gerade erst wieder Kontakt aufgenommen hatte, begibt sich Robert auf eine verhängnisvolle Reise in die Selbstzerstörung. Trotz seiner großen Liebe zu Marie schläft er nicht mehr mit ihr. Stattdessen sucht er immer wieder Prostituierte auf. Die schwangere Marie kommt ihm auf die Schliche und erfährt schließlich, dass Robert ausgerechnet mit der HIV-positiven Prostituierten Laura zu Gange ist, deren ebenfalls erkrankten Sohn Marie sie schon längere Zeit behandelt. Trotz aller Demütigungen – nach dem Verlust ihres ungeborenen Kindes und ihrem zweiten Selbstmordversuch – ist sie bereit, für ihre Liebe zu kämpfen. Ihr wird schnell klar, dass Robert der einzige ist, der ihren Schmerz teilen kann. Also setzt sie all ihre Hoffnung auf einen Neuanfang. Doch Robert hat nie gelernt, mit seinen Gefühlen nach außen zu gehen, daran hat auch der Besuch bei einem Psychologen nichts ändern können.

## Kritiken
„Ein von zwei starken Hauptdarstellern getragenes Wechselbad der Gefühle, das trotz heftiger kolportagehafter Erzählmomente eine großstädtische Existenzform skizziert, die zwischen Verzweiflung und Orientierungslosigkeit aus den Fugen geraten ist.“

„Immer wieder verzweifeln Roehlers Filme an der Kreatürlichkeit des Menschen, an seiner Vergänglichkeit, an seinen Trieben, Lüsten und Sekreten. Es sind Filme, die sich nach der Feier des Empfindens sehnen, nach dem kurzen, seltenen Moment, in dem der Liebe nichts und schon gar nicht das Begehren in die Quere kommen kann. Man könnte diese tiefe Angst vor allem Körperlichen und die daraus resultierende Überhöhung des Gefühls neurotisch nennen, aber dafür ist Roehlers Kino viel zu klug. Es ist ein Kino, das sich seines eigenen verzweifelten Kreisens zutiefst bewusst ist und über sich hinausweist, weil es aus seiner Selbstbezüglichkeit keinen Hehl macht.“

„‚Der alte Affe Angst‘ ist ein großer Film und Oskar Roehler im Moment einer der interessantesten, aufregendsten deutschen Regisseure – mit einer begnadeten Hand für die Auswahl seiner Schauspieler.“

„In ‚Der alte Affe Angst‘ türmt er [Oskar Roehler] Not und Elend derart drastisch, hemmungslos und ohne Rücksicht auf Wahrscheinlichkeiten auf, dass man dem überfrachteten Geschehen kaum noch folgen mag. Besessenheit und Hysterie werden im Film zur Normalität. Bedenkt man, dass Roehler für seine Filme gern die eigene Biografie verarbeitet, ist dieser Film auch eine bemerkenswerte Studie einer vor Selbstmitleid vergehenden Künstlernatur.“

## Auszeichnungen
- Marie Bäumer erhielt für ihre Leistung den Bayerischen Filmpreis als beste Darstellerin
- Oskar Roehler war auf der Berlinale für den Goldenen Bären nominiert